# Beau Mirchoff
William Beau Mirchoff (* 13. ledna 1989, Seattle, Washington, Spojené státy americké) je kanadský herec. Nejvíce se proslavil rolí Dannyho Bolena v šesté sérii seriálu stanice ABC Zoufalé manželky a rolí Mattyho McKibbena v seriálu Nešika na televizní stanici MTV.

## Životopis
Beau se narodil v Seattlu ve Washingtonu a o dva dny později se jeho rodina přestěhovala do Victorie v Kanadě. Je synem Billa a Kelley Mirchoff. Má staršího bratra Luka (narozený 1985) a mladší sestru Reannu. Studoval na MountDouglas Secondary School. Má kanadské i americké občanství.

## Kariéra
V roce 2003 si zahrál roli Chase v epizodě seriálu Romeo! a v roce 2006 získal první větší roli a to ve filmu Scary Movie 4. Mezi lety 2007 a 2008 se objevoval v seriálu Ranč Heartland jako Benjamine a také získal hlavní roli ve filmu Smrtící nenávist 3. V roce 2009 se připojil k obsazení seriálu Zoufalé manželky jako Danny Bolen. Menší roli získal v roce 2011 ve filmu Jsem číslo 4, po boku Dianny Agron a Alexe Pettyfera. Ve stejném roce získal hlavní roli v seriálu televizní stanice MTV Nešika. Roli Dominica si zahrál v původním filmu stanice Disney Channel Návrat kouzelníků: Alex versus Alex. Objevil se ve vedlejší roli v NBC dramatu Aquarius a ve thrillerovém filmu Poker Night.

## Filmografie

### Film
| Rok  | Název                     | Role          | Poznámky     |
| ---- | ------------------------- | ------------- | ------------ |
| 2006 | Scary Movie 4             | Robbie Ryan   |              |
| 2007 | Na území žen              | Teenager      | Nekreditován |
| 2009 | Smrtící nenávist 3        | Andy          |              |
| 2011 | Jsem číslo čtyři          | Drew          |              |
| 2013 | The Secret Lives of Dorks | Clark         |              |
| 2014 | Born to Race: Fast Track  | Jake Kendall  |              |
| 2014 | See You in Valhalla       | Johnny        |              |
| 2014 | Grass Stains              | Eric          |              |
| 2014 | Poker Night               | Jeter         |              |
| 2015 | Tell Tale Lies            |               |              |
| 2015 | Vraždy pod maskou         | Will Lasalle  |              |
| 2015 | Skvrny od trávy           | Eric          |              |
| 2017 | Hráči se smrtí            | Brad          |              |
| 2022 | Detective Knight: Rogue   | bude oznámeno |              |

### Televize
| Rok       | Název                               | Role                     | Poznámky                                                            |
| --------- | ----------------------------------- | ------------------------ | ------------------------------------------------------------------- |
| 2003      | Romeo!                              | Chase                    | díl: „He Got Blame“                                                 |
| 2007–08   | Ranč Heartland                      | Benjamine "Ben" Stillman | vedlejší role, 6 dílů                                               |
| 2009      | Cizinka s mou tváří                 | Gordon Lambert           | TV film                                                             |
| 2009–10   | Zoufalé manželky                    | Danny Bolen              | vedlejší role, 18 dílů                                              |
| 2011      | Kriminálka Miami                    | Jared Hatch              | díl: „Spolubydlící“                                                 |
| 2011–2016 | Nešika                              | Matty McKibben           | hlavní role, 89 dílů Teen Choice Awards v kategorii objev roku: muž |
| 2011      | The Protector                       |                          | díl: „Beef“                                                         |
| 2012      | Kriminálka Las Vegas                | Jake Pychan              | díl: „Trends with Benefits“                                         |
| 2013      | Návrat kouzelníků: Alex versus Alex | Dominic                  | TV film                                                             |
| 2015      | Aquarius                            | Rick Zondervan           | vedlejší role, 3 dílů                                               |
| 2016      | Good Fortune                        | Dave                     | neprodaný televizní pilotní díl                                     |
| 2017      | Party Boat                          | Jonathan                 | TV film                                                             |
| 2017      | Ride Overshare                      | Connor                   | díl: „Connor“                                                       |
| 2018      | I'm Dying Up Here                   | Saul Hudson              | 3 díly                                                              |
| 2018      | The Fosters                         | Jamie Hunter             | vedlejší role, 3 dílů                                               |
| 2019–2022 | Good Trouble                        | Jamie Hunter             | hlavní role ( 3.–4. řada), vedlejší role (1.–2. řada)               |
| 2019      | Now Apocalypse                      | Ford Halstead            | hlavní role, 10 dílů                                                |
| 2022      | Hidden Gems                         | Jack                     | TV film (Hallmark)                                                  |
| 2023      | Ride                                | Cash McFlurray           | TV film (Hallmark)                                                  |